# Suhescun
 Suhescun  (en vasco Suhuskune) es una población y comuna francesa, en la región de Aquitania, departamento de Pirineos Atlánticos, en el distrito de Bayona y cantón de País de Bidache, Amikuze y Ostibarre.

## Heráldica
Cuartelado: 1.º y 4.º, en campo de azur, tres veneras de plata, puestas en palo, y 2.º y 3.º, en campo de plata, dos vacas de gules, puestas en palo.

## Demografía
| Gráfica de evolución demográfica de Suhescun entre 1800 y 2012 |
|                                                                |

Fuentes: Ldh/EHESS/Cassini e INSEE.